# Lorens Gottman

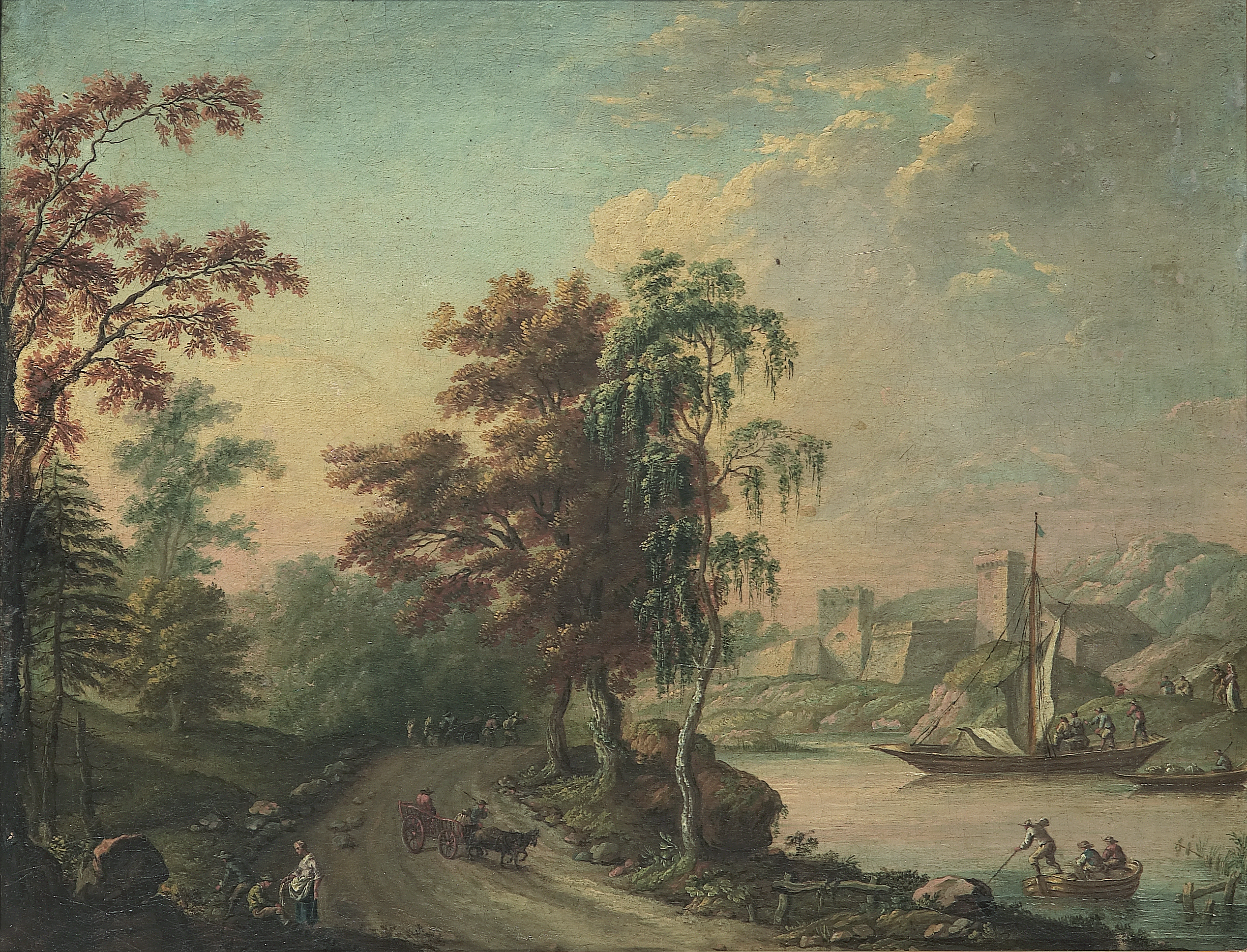
Paysage

Lorens Gottman (ou Lars Gottman) est un peintre suédois né à Stockholm en 1708, mort dans la même ville le 16 février 1779, fils du peintre Anders Gottman.